# Sevastí (Piérie)
Sevastí, en grec moderne : Σεβαστή, est un village du dème de Kateríni, de Macédoine-Centrale en Grèce.
Selon le recensement de 2011, la population du village s'élève à 653 habitants.